# Johann Georg Wasmuth
Johann Georg Wasmuth (* 16. November 1658 in Rostock; † 26. April 1688 in Kiel) war ein deutscher evangelisch-lutherischer Theologe und Hochschullehrer an der Christian-Albrechts-Universität in Kiel.

## Leben
Johann Georg Wasmuth war ein Sohn des Orientalisten Matthias Wasmuth (1625–1688) und dessen Ehefrau Dorothea Tarnow († 1670).
Er studierte in Kiel und erlangte dort 1680 den Grad eines Magisters der Philosophie. Schon vor der Promotion hielt er Vorlesungen über Philosophie und Hebräisch. Im Jahr 1686 erhielt er eine außerordentliche Professur der Homiletik, starb aber bereits im April 1688 im Alter von 30 Jahren. Er war einer der ersten, die die geistliche Beredsamkeit mit in den Lehrplan aufnahmen.
Er war seit Juni 1687 mit Agathe Oldermann verheiratet, der Tochter des Kotzenbüller Pastors Bernhard Oldermann.

## Werke
1. Epistola gamica, 1679 in Hamburg
2. Epistola consolatoria ad Chr. Kortholtum, 1679, Digitalisat
3. Disp de jejuniis Hebræorum, 1680, Kiel
4. Disp de philosophia in genere, 1681
5. Disp de cognitione Dei naturali 1681, Digitalisat
6. Disp de omnipotentia Dei, 1691
7. Posiciones de unione duarum naturarum Christo earumque ur & idiomatum nicatione, 1681
8. Disp de motu locali corporis, 1682
9. Oratio inaug. de homileticae professionis muniis propriis, Digitalisat
10. Or auspicalis de Professionis homiletica piis propriis & necessitate, 1687
11. Tabulæ homileticæ in usum sacrarum concionum, 1687
12. Homiliæ aliquot Patrum Græcorum & latinorum
13. Apparatus practicus sive homileticus
14. Philosophia rationalis

Ob die 3 letzteren im Druck erschienen, ist nicht bekannt. Als Manuskript hinterließ er: Dissert de Jesu in horto in cohorte & in morte.